# Apollophanes (geslacht)
Apollophanes is een geslacht van spinnen uit de  familie van de Philodromidae (renspinnen).

## Soorten
- Apollophanes aztecanus Dondale & Redner, 1975
- Apollophanes bangalores Tikader, 1963
- Apollophanes caribaeus Dondale & Redner, 1975
- Apollophanes crispus Dondale & Redner, 1975
- Apollophanes erectus Dondale & Redner, 1975
- Apollophanes indistinctus Gertsch, 1933
- Apollophanes longipes (O. P.-Cambridge, 1896)
- Apollophanes macropalpus (Paik, 1979)
- Apollophanes margareta Lowrie & Gertsch, 1955
- Apollophanes punctatus (Bryant, 1948)
- Apollophanes punctipes (O. P.-Cambridge, 1891)
- Apollophanes texanus Banks, 1904